# تشون أوكي
تشون أوكي (هانغل: 전옥) هي ممثلة كورية جنوبية، ولدت في 2 أبريل 1911 في هامهنغ في كوريا الشمالية، وتوفيت في 22 أكتوبر 1969 في سول في كوريا الجنوبية.

## وصلات خارجية
- تشون أوكي على موقع IMDb (الإنجليزية)
- تشون أوكي على موقع قاعدة بيانات الفيلم (الإنجليزية)
- تشون أوكي على موقع كينوبويسك (الروسية)